# Litavka
Litavka är ett vattendrag i Tjeckien. Det ligger i den centrala delen av landet, 28 km sydväst om huvudstaden Prag.